# Iris Burn Waterfall
Der Iris Burn Waterfall ist ein Wasserfall im Fiordland-Nationalpark auf der Südinsel Neuseelands. Er liegt im Oberlauf des Iris Burn östlich von Te Anau. Seine Fallhöhe beträgt rund 15 Meter.
Der Wasserfall ist über einen an der Iris Burn Hut beginnenden Stichweg des Kepler Track in einer Gehzeit von 20 Minuten zu erreichen.